# 2002년 한국프로야구 신인 드래프트
2002년 한국프로야구 신인선수 지명회의는 지역 연고지를 바탕으로 한 1차 지명과 지역연고와 상관없이 지명하는 2차 지명으로 이루어진다.

## 1차 지명
- 구단 순서는 A~Z, 가나다 순.

| 구단          | 성명   | 소속팀                        | 포지션 | 비고                                                                             |
| ------------- | ------ | ----------------------------- | ------ | -------------------------------------------------------------------------------- |
| KIA 타이거즈  | 김진우 | 광주진흥고등학교              | 투수   |                                                                                  |
| LG 트윈스     | 김광희 | 성남고등학교                  | 투수   |                                                                                  |
| SK 와이번스   | 김지완 | 인천고등학교-건국대학교       | 투수   | 1군 경기 없음                                                                    |
| 두산 베어스   | 이재영 | 선린인터넷고등학교-영남대학교 | 투수   |                                                                                  |
| 롯데 자이언츠 | 이정민 | 경남고등학교-동아대학교       | 투수   |                                                                                  |
| 삼성 라이온즈 | 권혁   | 포항제철공업고등학교          | 투수   |                                                                                  |
| 한화 이글스   | 신주영 | 청주기계공업고등학교          | 투수   |                                                                                  |
| 현대 유니콘스 | 조순권 | 유신고등학교                  | 투수   | 한양대학교 진학후 졸업(2006년 입단) 2002년 최후의 마지막 1차 지명(현대 유니콘스) |

## 2차 지명
이전 해에 이어 이번 해에도 SK 와이번스는 신생 팀 창단시의 조건이었던 '우선 지명권 3장'으로 인해 1순위 지명 때 3명을 뽑고 시작하였다.
※이름에 가로줄이 그어진 것은 구단이 해당 선수에 대한 지명권을 포기했음을 의미함.
| 지명 순위 | SK                          | 한화                   | KIA                    | 롯데                   | LG                        | 삼성                   | 두산                   | 현대                   |
| --------- | --------------------------- | ---------------------- | ---------------------- | ---------------------- | ------------------------- | ---------------------- | ---------------------- | ---------------------- |
| 1         | 제춘모 (동성고,투수)        | 유혜정 (포철공고,투수) | 신용운 (전주고,투수)   | 고효준 (세광고,투수)   | 김우석 (홍익대-상무,내야) | 조동찬 (공주고,내야)   | 고영민 (성남고,내야)   | 배힘찬 (서울고,투수)   |
| 1         | 윤길현 (대구고,투수)        | 유혜정 (포철공고,투수) | 신용운 (전주고,투수)   | 고효준 (세광고,투수)   | 김우석 (홍익대-상무,내야) | 조동찬 (공주고,내야)   | 고영민 (성남고,내야)   | 배힘찬 (서울고,투수)   |
| 1         | 박창근 (경기고,투수)        | 유혜정 (포철공고,투수) | 신용운 (전주고,투수)   | 고효준 (세광고,투수)   | 김우석 (홍익대-상무,내야) | 조동찬 (공주고,내야)   | 고영민 (성남고,내야)   | 배힘찬 (서울고,투수)   |
| 2         | 곽철병 (경주고-경남대,투수) | 정병희 (휘문고,투수)   | 문수호 (선린인고,투수) | 이명우 (부산공고,투수) | 박도현 (경북고,포수)      | 김현수 (신일고,외야)   | 박종섭 (배명고,내야)   | 허웅 (부산고,포수)     |
| 3         | 김용섭 (한서고,내야)        | 정구연 (배재고,포수)   | 홍찬영 (군산상고,투수) | 허일상 (단국대,포수)   | 이시몬 (인천고,투수)      | 손주인 (진흥고,내야)   | 이경환 (경기고,포수)   | 이현승 (동산고,투수)   |
| 4         | 서성종 (광주일고,포수)      | 임재청 (경남고,투수)   | 장준영 (세광고,내야)   | 김풍철 (상무,투수)     | 김주형 (공주고,외야)      | 노병오 (청주기공,내야) | 황덕균 (선린인고,투수) | 소중형 (배재고,외야)   |
| 5         | 박두일 (영흥고,내야)        | 송혁 (탐라대,외야)     | 김규태 (성남고,외야)   | 이승재 (마산고,포수)   | 이현석 (경희대,투수)      | 안지만 (대구상고,투수) | 이민택 (탐라대,포수)   | 장태종 (한서고,투수)   |
| 6         | 박희수 (대전고,투수)        | 최주녕 (부산고,내야)   | 박상중 (제주관대,투수) | 신종길 (광주일고,내야) | 김수한 (성남서고,내야)    | 최형우 (전주고,포수)   | 이승엽 (부산고,투수)   | 윤성귀 (경남고,투수)   |
| 7         | 송정훈 (경북고,외야)        | 김경선 (진흥고,투수)   | 조태수 (배명고,투수)   | 강경희 (세광고,투수)   | 민경재 (경남고,포수)      | 임세업 (서울고,외야)   | 박훈범 (중앙고,외야)   | 윤승현 (경기고,내야)   |
| 8         | 박재혁 (성남서고,투수)      | 김태완 (중앙고,내야)   | 조용원 (진흥고,투수)   | 손호광 (동산고,투수)   | 최종성 (경북고,투수)      | 이태호 (경동고,투수)   | 최종군 (강릉고,투수)   | 홍종원 (인천고,외야)   |
| 9         | 유희상 (경남고,내야)        | 변정민 (대전고,내야)   | 조민철 (대불대,포수)   | 추경식 (전주고,내야)   | 손명래 (배명고,투수)      | 정홍준 (경북고,투수)   | 오주헌 (신일고,투수)   | 이운영 (영흥고,외야)   |
| 10        | 이한진 (인천고,투수)        | 송광민 (공주고,내야)   | 황연선 (동산고,내야)   | 문규현 (군산상고,투수) | 곽병모 (탐라대,투수)      | 박정현 (배재고,내야)   | 이상원 (중앙고,투수)   | 김규섭 (덕수정보,투수) |
| 11        |                             | 안영진 (북일고,투수)   | 이성민 (강릉고,투수)   | 이상현 (경남상고,외야) | 김동휘 (동성고,내야)      | 최무영 (춘천고,투수)   | 하정인 (서울고,내야)   | 장원삼 (용마고,투수)   |
| 12        |                             | 연경흠 (청주기공,외야) | 남궁훈 (덕수정보,투수) | 신원주 (상무,투수)     | 김준호 (동국대,외야)      | 김일희 (서울고,외야)   | 김명효 (대불대,내야)   | 송선목 (부천고,투수)   |